# Baronía de Borriol
La Baronía de Borriol es un título nobiliario  español, concretamente de la Corona de Aragón, creado el 12 de marzo de 1254 por el rey Jaime I de Aragón el Conquistador, a favor de Ximén Pérez de Arenós, célebre caudillo aragonés, Capitán General del Reino de Valencia.
La denominación hace referencia al Castillo de Borriol, situado en la actual provincia de Castellón. Se trata de un edificio catalogado como Bien de Interés Cultural, con una rica historia: fue torre de vigilancia de la Vía Augusta durante la época romana, castillo árabe, y luego cristiano desde tiempos de la Reconquista, momento al que se refiere la presente concesión de la baronía en 1254.
El título pasó de los Pérez Arenós a los Boil, a los Marimón, a los Arrospide, a los Sánchiz, y finalmente a los Gordón, quienes ostentan actualmente la titularidad de la merced.
El actual titular, desde 1998, es Alfonso Carlos Gordón y Sanchiz, barón de Borriol, caballero de la Orden de Montesa y de la Real Hermandad del Santo Cáliz de Valencia.

## Barones de Borriol
|                                               | Titular                                       | Periodo                                       |
| Creación en 1254 por el rey Jaime I de Aragón | Creación en 1254 por el rey Jaime I de Aragón | Creación en 1254 por el rey Jaime I de Aragón |
| --------------------------------------------- | --------------------------------------------- | --------------------------------------------- |
| I                                             | Ximén Pérez de Arenós                         | 1254-1266                                     |
| II                                            | Rodrigo Ximénez de Arenós                     | 1266-a 1296                                   |
| III                                           | Pedro Ximénez de Borriol                      | a 1296-1346                                   |
| IV                                            | Ponce Soler                                   |                                               |
| V                                             | Berenguer Boíl                                |                                               |
| VI                                            | Juan Boíl                                     |                                               |
|                                               | (...)                                         |                                               |
|                                               | Isabel Arróspide y Álvarez                    | 1916-?                                        |
|                                               | María Jacinta Sanchiz y Arróspide             | 1949-1961                                     |
|                                               | Alfonso Gordón y Sanchiz                      | 1961-1998                                     |
|                                               | Alfonso Carlos Gordón y Sanchiz               | 1998-actual titular                           |

## Historia de los barones de Borriol
- Ximén Pérez de Arenós, I barón de Borriol.

Le sucedió su hijo:
- Rodrigo Ximén de Arenós, II barón de Borriol.

Le sucedió su hijo:
- Pedro, III barón de Borriol.

Le sucedió su hijo:
- Juan Ximén de Arenós, IV barón de Borriol.

Sin descendencia.
Le sucedió:
- Berenguer Boíl, V barón de Borriol.

Le sucedió:
- Juan Boíl, VI barón de Borriol.

Le sucedió su hijo:
- Berenguer de Boixadors,  VII barón de Borriol.

(...)
Real Carta de Sucesión de fecha 8 de julio de 1916 a favor de:
- Isabel Arróspide y Álvarez, XXI baronesa de Borriol y III marquesa de Valderas.

Era hija de José María de Arróspide y Marimón, VIII marqués de Serdañola.
1. Casó con José María Sanchiz y Quesada, XIV marqués del Vasto, , XI conde de Villaminaya, V conde de PiedrabuenaCapitán de Artillería.

Le sucedió su hija:
- María Jacinta Sanchiz y Arróspide (n.1908), XXIIbaronesa de Borriol.

1. Casó con Alfonso Gordón y Rodríguez-Casanova (n.1900), V conde de Mirasol.

Le sucedió, por cesión inter vivos, en 1961, su hijo:
- Alfonso Gordón y Sanchiz, XXIII barón de Borriol y VI conde de Mirasol.

1. Casó en primeras nupcias con María Luias Sanchiz y Ballestero.
2. Casó en segundas nupcias, en 1993, con Fernanda Gómez de las Cortinas González (1946-2004).

Del primer matrimonio tuvo, al menos, tres hijos: Alfonso,  Álvaro, y María Luisa Gordón y Sanchiz.
Le sucedió, por cesión inter vivos, en Real Carta de Sucesión de 6 de febrero de 1998, su hijo primogénito:
- Alfonso Carlos Gordón y Sanchiz (n.1962), XXIV barón de Borriol, caballero de la Orden de Montesa y de la Real Hermandad del Santo Cáliz de Valencia.

1. Casó con María Dolores Cabello de los Cobos y Mancha. Con descendencia.

Actual titular.